# Zákon o vojácích z povolání
Zákon o vojácích z povolání (zákon č. 221/1999 Sb.), nebo také zákon o služebním poměru je zákon, který v České republice od 1. prosince 1999 upravuje vznik, změnu, zánik a obsah služebních poměrů vojáků z povolání. Jeho prováděcími předpisy jsou vyhlášky Ministerstva obrany České republiky a nařízení vlády o seznamu činností, služebních tarifech, úpravě náhrad a podobně. Poslední novelizací zákona je vyhláška č. 139/2020 Sb.

## Základní údaje
Návrh zákona byl rozeslán poslancům dne 5. 3. 1999. Návrh byl v PSP schválen 9. 7. Prezident zákon podepsal, rozhodnutí bylo doručeno do Sněmovny 29. 9. 1999.
Služební poměr je v ČR smluvní vztah mezi zaměstnancem a českým státem. Předmětem je pracovní činnost, kterou se státní zaměstnanec zavazuje za plat (nikoliv mzdu) pro zaměstnavatele vykonávat.